# Regioni del Camerun

Regioni del Camerun

Le regioni del Camerun costituiscono la suddivisione territoriale di primo livello del Paese e ammontano a 10. Nel novembre 2008 hanno sostituito le province, a loro volta istituite a partire dagli anni sessanta, mantenendone il nome ed il numero.
Fino al 1983, la provincia del Centro e la provincia del Sud erano unite, col nome di provincia del Centro-Sud, e le province di Adamaoua e Estremo Nord costituivano la provincia del Nord.
Le regioni sono poste sotto l'autorità di un governatore.

## Lista
| Localizzazione | Regione                             | Capoluogo  | Popolazione (2005) | Superficie (km²) |
| -------------- | ----------------------------------- | ---------- | ------------------ | ---------------- |
|                | Adamaoua Adamawa                    | Ngaoundéré | 884 289            | 63 691           |
|                | Centro Centre                       | Yaoundé    | 3 098 044          | 68 926           |
|                | Est East                            | Bertoua    | 771 755            | 109 011          |
|                | Estremo Nord Extrême-Nord Far North | Maroua     | 3 111 792          | 34 246           |
|                | Litorale Littoral                   | Douala     | 2 510 263          | 20 239           |
|                | Nord North                          | Garoua     | 1 687 959          | 65 576           |
|                | Nordovest Nord-Ouest Northwest      | Bamenda    | 1 728 953          | 17 812           |
|                | Ovest Ouest West                    | Bafoussam  | 1 720 047          | 13 872           |
|                | Sud South                           | Ebolowa    | 634 655            | 47 110           |
|                | Sudovest Sud-Ouest Southwest        | Buéa       | 1 316 079          | 24 571           |